# Spinoza (blog)
Spinoza è un blog satirico collettivo. Il nome e il logo derivano dal filosofo olandese Baruch Spinoza.
La piattaforma si basa su WordPress e l'hosting viene effettuato da Altervista. Limitatamente al web, il contenuto del sito viene distribuito sotto una licenza Creative Commons.
I contenuti vengono creati da una comunità che produce battute e testi satirici sul forum seguendo notizie di attualità. Successivamente, uno staff di volontari seleziona il materiale che viene poi pubblicato sul sito.
Alcune loro battute sono state utilizzate in vari siti internet tra cui quello de Il Fatto Quotidiano, nella sezione Cattiverie, e nel programma di Rai 3 Robinson.

## Storia
Il blog è stato creato da Stefano Andreoli e Alessandro Bonino nel 2006. Nella primavera del 2008, in concomitanza con le elezioni del 2008 il blog ha avuto un boom di visitatori.
Nel marzo 2009 è nato il forum, dove è possibile contribuire alla creazione di battute su notizie di attualità.
Nel 2009 e nel 2010 Spinoza è stato nominato come miglior blog italiano ai Macchianera Blog Awards. Nel 2010 il blog ha ricevuto inoltre il Premio Internazionale di Satira Forte dei Marmi.
L'8 novembre 2010, il blog è inoltre omaggiato in diretta televisiva da Roberto Benigni nel corso della prima puntata del programma Vieni via con me.
Dal 21 luglio 2010 il blog è ospitato da Altervista, che ha risolto i frequenti down del sito dovuti ai picchi di visitatori.

## Pubblicazioni
Il 27 maggio 2010 è uscito nelle librerie il primo libro curato da Stefano Andreoli e Alessandro Bonino, Spinoza. Un libro serissimo.
Il 26 maggio 2011 è stato pubblicato il secondo libro, Spinoza. Una risata vi disseppellirà.
Il 7 ottobre 2011 esce il primo numero della rivista Il Male di Vauro e Vincino, nella quale Spinoza ha una sua rubrica di satira. Due mesi dopo, il 7 dicembre 2011, è uscito il libro Vade retro! Manuale di autodifesa dalle religioni (quasi tutte) scritto in collaborazione con il vignettista Vauro.
Il 24 maggio 2012 è uscito il terzo libro, Spinoza. Qualcosa di completamente diverso.
Il 7 maggio 2014 è uscito il quarto libro, Spinoza. La crisi è finita e altri racconti fantastici, edito da Rizzoli.